# Scoglio Piccolo (penisola di Clesto)
Scoglio Piccolo (in bosniaco e croato: Mali Školj) è uno scoglio del mare Adriatico situato nel canale di Stagno Piccolo (Malog Stona kanal), nella Dalmazia meridionale.
L'appartenenza territoriale delle acque del canale di Stagno Piccolo di fronte alla penisola di Clesto (Klek) e in particolare dei due isolotti scoglio Grande e scoglio Piccolo non è stata ancora ratificata, il territorio è rivendicato dalla Bosnia ed Erzegovina (cantone dell'Erzegovina-Narenta, comune di Neum) e dalla Croazia (regione raguseo-narentana, comune di Stagno).

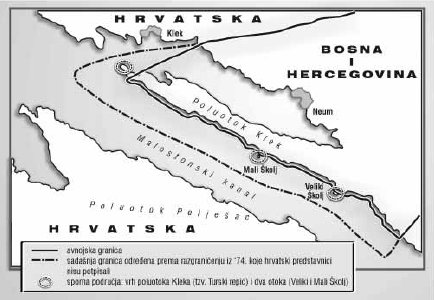
La penisola di Clesto e il confine tra Croazia e Bosnia-Erzegovina

## Geografia
Scoglio Piccolo si trova vicino alla costa meridionale della penisola di Clesto, alla distanza di circa 40 m; la città di Neum, a nord-est, al di là della penisola, si trova a circa 1,6 km in linea d'aria. La penisola di Sabbioncello è alla distanza di circa 1,5 km. Lo scoglio, di forma ovale, ha un'area di 190 m².

### Isole adiacenti
- Scoglio Grande (Veliki Školj), 2 km[8] a sud-est, vicino alla costa della penisola di Clesto.

### Cartografia
- (HR) Mappa topografica della Croazia 1:25000, su preglednik.arkod.hr. URL consultato il 21 giugno 2017.